# جف آلن (بازیکن بسکتبال)
جف آلن (انگلیسی: Jeff Allen؛ زادهٔ ۱۲ ژوئن ۱۹۸۷) بازیکن بسکتبال اهل ایالات متحده آمریکا است.